# Chiesa di San Zenone (Gallarate)
La chiesa di San Zenone è la chiesa parrocchiale di Crenna a Gallarate. 
Il culto di san Zenone pare sia stato portato a Gallarate da soldati longobardi provenienti da Verona. La chiesa già esisteva nel XIV secolo e fu due secoli dopo ricostruita e allargata con nuove cappelle. Nuovamente nel XVIII secolo subì un rifacimento radicale; il vecchio campanile fu demolito nel 1897 e sostituito dall'attuale alto più di 50 metri e sovrastato dalla statua del santo protettore. La facciata fu poi completamente decorata nel 1935.